# Lễ Cắt Tóc

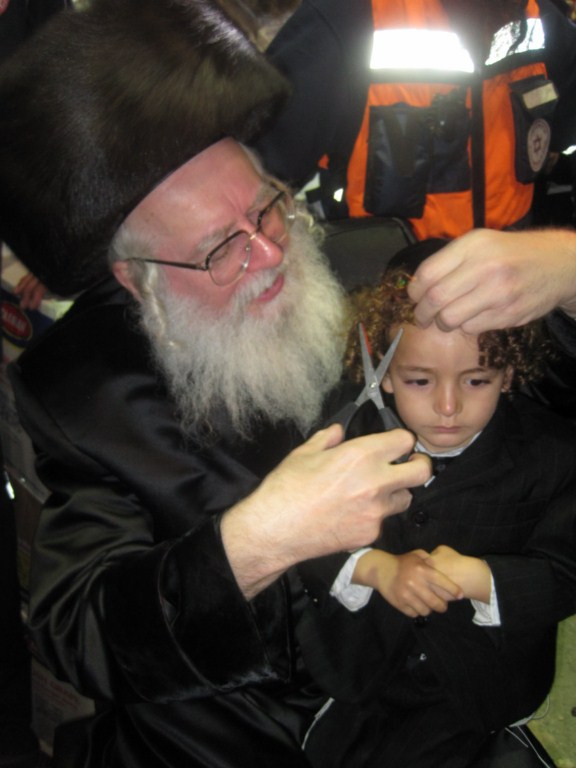
Một ông cụ (thầy đạo) người Do Thái đang cắt tóc cho một em bé trai ba tuổi người Do Thái trong nghi lễ cắt tóc.

Lễ Cắt Tóc tiếng Anh: Upsherin hoặc Upsherinish tiếng Yid: אפשערן là nghi lễ cắt tóc lần đầu tiên của người Do Thái. Đối tượng thực hành nghi lễ này là trẻ em nam giới người Do Thái ba tuổi.
Lễ Cắt Tóc thường được tổ chức vào ngày Lễ đốt lửa của người Do Thái. 
Địa điểm tổ chức lễ cắt tóc là ở Meron.

## Kiểu tóc
Kiểu tóc được sử dụng trong lễ cắt tóc là kiểu Tóc Do Thái.